# Rhuddanien
| Systeem                                 | Serie      | Etage        | Ouderdom (Ma) |
| --------------------------------------- | ---------- | ------------ | ------------- |
| Devoon                                  | Onder      | Lochkovien   | jonger        |
| Siluur                                  | Pridoli    | Pridoli      | 419,2–423,0   |
| Siluur                                  | Ludlow     | Ludfordien   | 423,0–425,6   |
| Siluur                                  | Ludlow     | Gorstien     | 425,6–427,4   |
| Siluur                                  | Wenlock    | Homerien     | 427,4–430,5   |
| Siluur                                  | Wenlock    | Sheinwoodien | 430,5–433,4   |
| Siluur                                  | Llandovery | Telychien    | 433,4–438,5   |
| Siluur                                  | Llandovery | Aeronien     | 438,5–440,8   |
| Siluur                                  | Llandovery | Rhuddanien   | 440,8–443,4   |
| Ordovicium                              | Boven      | Hirnantien   | ouder         |
| Indeling van het Siluur volgens de ICS. |            |              |               |

Het geologisch tijdperk Rhuddanien (Vlaanderen: Rhuddaniaan), is de vroegste tijdsnede (in de stratigrafie een etage) in het Llandovery, het vroegste tijdvak in het Siluur. Het Rhuddanien duurde van 443,4 ± 1,5 tot 440,8 ± 1,2 Ma. Het werd voorafgegaan door het Laat-Ordovicische Hirnantien en na/op het Rhuddanien komt het Aeronien.

## Naamgeving en definitie
Het Rhuddanien is genoemd naar het gehucht Cwm-Rhuddian bij Llandovery in Powys, (Wales). De golden spike van het Rhuddien bevindt zich in Dob's Linn, Moffat (Schotland). De naam werd in 1971 ingevoerd door een groep Britse geologen.
De basis van het Rhuddien (tegelijkertijd de basis van het Siluur) wordt gedefinieerd door het eerste voorkomen van de graptolieten Parakidograptus acuminatus en Akidograptus ascensus. De top van de etage ligt bij het eerste voorkomen van de graptoliet Monograptus austerus sequens.